# Отец (фильм, 2007)
«Отец» — российский фильм режиссёра Ивана Соловова, вышедший на экраны 14 октября 2007 года, экранизация рассказа Андрея Платонова «Возвращение». 
Также по мотивам рассказа «Возвращение» в 1982 году был снят фильм «Домой!».

## Сюжет
Закончилась Великая Отечественная война. Главный герой фильма — гвардии капитан Алексей Иванов (Алексей Гуськов) — вместо счастья испытывает горечь и страх. Ему надо возвращаться домой, а, как многим в ту пору, боязно. Он не уверен, помнят ли его дети, и любит ли его по-прежнему жена Люба (Полина Кутепова).
Также страшится возвращения домой и девушка Маша (Светлана Иванова). У неё погибли родители, а в родном городе живут только дальние родственники. Кроме того, Маша беременна от фронтового друга, который оставил её и уехал домой.
Алексей и Маша встречаются в поезде, по дороге домой. Алексей помогает Маше, выдавая себя за отца её будущего ребёнка перед её друзьями и родственниками. Однако затем Алексей решает быстро уехать домой к семье — жене и двум детям. Повзрослевший сын Пётр оказывается очень самостоятельным, фактически главой семьи, Алексею трудно принять это. Алексей продолжает вспоминать Машу и испытывает неловкость. Алексей ревнует жену к её коллеге по работе Семёну, который ходил в гости во время войны.

## В ролях
| Актёр               | Роль                        |
| ------------------- | --------------------------- |
| Алексей Гуськов     | Алексей Иванов              |
| Полина Кутепова     | Люба                        |
| Василий Прокопьев   | Петруша Иванов, сын Алексея |
| Лидия Вележева      | Кира                        |
| Роман Мадянов       | Харитон                     |
| Александр Баширов   | Николай                     |
| Екатерина Васильева | тётя Клава                  |
| Светлана Иванова    | Маша                        |
| Нина Русланова      | Анюта                       |
| Людмила Аринина     | тётя Муся                   |